# Rio Munim
O rio Munim é um curso de água que banha o estado do Maranhão, no Brasil.

## Características gerais
A bacia do rio Munim possui uma área de 15.918,04 km², correspondendo a 4,79% da área do Estado.
O rio Munim nasce nos tabuleiros da Formação Barreiras, a nordeste de Caxias, na porção extremo-leste do estado do Maranhão.
Tem como principais afluentes os rios Muquém, Iguará, Preto, Mocambo, Paulica, São Gonçalo, Raiz, Mocambo, Prata, Pirangi, Una, da Mata, Costa e Santana e deságua na baía de São José/Arraial, entre Axixá e Icatu, após um percurso de mais de 320 km. 
Banha as cidades de Aldeias Altas, Afonso Cunha, Coelho, Neto, Chapadinha, Vargem Grande, Nina Rodrigues, Presidente Vargas, Presidente Juscelino, Cachoeira Grande, Morros, Axixá e Icatu.

## Etimologia
A origem do nome do rio poderia ser do tupi monim ou má-ni: enrugado ou encrespado, o ondeado.

## Biodiversidade e conservação

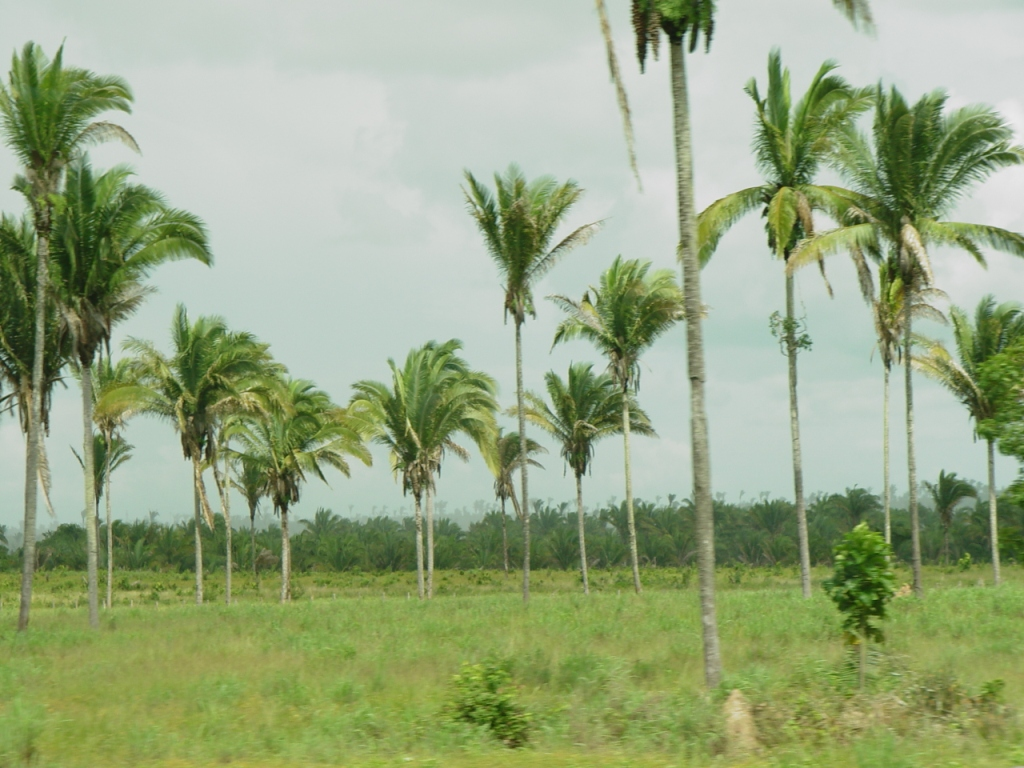
Babaçu, planta típica da região

Ocupa a região dos biomas Cerrado e Mata dos Cocais.
O cerrado é constituído por árvores e arbustos com altura variando de três a quatro metros, com duas divisões: um arbóreo/arbustivo com árvores esparsas e retorcidas e outro herbáceo/gramíneo. As espécies mais comuns são: Araticum, Sucupira Preta, Murici, Bacuri, Pequi, Faveira, Ipê e Ipê Amarelo. As Palmáceas presentes são: a Carnaúba, o Buriti e o Babaçu.
Na região de Chapadinha, foram encontradas 224 espécies de peixes, em estudos. As famílias com maior diversidade de espécies foram Characidae, Callichthyidae, Ariidae, Cichlidae, Carangidae, Sciaenidae, Carcharhinidae, todas com sete ou mais espécies. Alguns peixes do Munim são: mandi, piaba, piau, piranha, traíra, curimatá.  Também foram registradas no município 30 espécies da herpetofauna, sendo 14 de anfíbios, 10 de lagartos, 6 de serpentes e 1 de jacaré. As espécies mais abundantes foram tijubina (Cnemidophorus ocellifer) e o calango (Tropidurus hispidus).
Entre os mamíferos, foram vistos o cachorro-do-mato-vinagre (Speothos venaticus), a lontra (Lontra longicaudis) e do gato-palheiro (Leopardus colocolo). Entre as aves estão os gaviões, inhambus, macuco e azulona; os cracídeos como aracuãs, mutuns, jacus e jacutinga; e os grandes frugívoros, como papagaios e tucanos, que vivem nas copas das árvores.
Em 2008, foi criada a APA dos Morros Garapenses, com o objetivo de preservar o ecossistema do Cerrado maranhense e da Mata dos Cocais do Alto Munim e Baixo Parnaíba, bem como a Reserva Extrativista de Chapada Limpa, em 2007, no município de Chapadinha. 
A Área de Proteção Ambiental de Upaon-Açu - Miritiba - Alto Preguiças, criada em 1992, é uma extensa unidade de conservação abrange diversos ecossistemas, ocupando parte da ilha de Upaon-açu (mangues), a região de Bacabeira (Campo de Perizes), do baixo Munim e de Barreirinhas. 
Bastante assoreado, sofre as consequências dos desmatamentos e do uso indiscriminado do solo, extração de areia, queimadas, poluição, que tornam suas águas escassas e turvas, só adquirindo maior volume no baixo curso, já próximo à costa.